# Ernest Arthur Green
Ernest Arthur Green (* 11. Mai 1915 in Johannesburg, Südafrikanische Union; † 21. März 1988) war ein südafrikanischer römisch-katholischer Geistlicher und Bischof von Port Elizabeth.

## Leben
Ernest Arthur Green empfing am 24. Februar 1941 das Sakrament der Priesterweihe für das Apostolische Vikariat Kapstadt.
Am 19. April 1955 ernannte ihn Papst Pius XII. zum Bischof von Port Elizabeth. Der Apostolische Delegat in Südafrika, Erzbischof Celestine Joseph Damiano, spendete ihm am 29. Juni desselben Jahres in der Kirche Corpus Christi in Wittebonne die Bischofsweihe; Mitkonsekratoren waren der Bischof von Johannesburg, Hugh Boyle, und der Erzbischof von Kapstadt, Owen McCann.
Green nahm an allen vier Sitzungsperioden des Zweiten Vatikanischen Konzils teil. Am 27. Dezember 1970 nahm Papst Paul VI. das von Ernest Arthur Green vorgebrachte Rücktrittsgesuch an.